# Internazionali di Tennis di Baviera 1992
Gli Internazionali di Tennis di Baviera 1992 sono stati un torneo di tennis giocato sulla terra rossa. È stata la 77ª edizione del torneo, facente parte della categoria ATP World Series nell'ambito dell'ATP Tour 1992. Si è giocato a Monaco di Baviera in Germania, dal 27 aprile al 4 maggio 1992.

## Campioni

### Singolare
Magnus Larsson ha battuto in finale  Petr Korda con il punteggio di 6–4, 4–6, 6–1

### Doppio
David Adams /  Menno Oosting hanno battuto in finale  Tomáš Anzari /  Carl Limberger con il punteggio di 3–6, 7–5, 6–3